# Lista de submarinos da França
A Lista de submarinos da Marinha Nacional da França reúne os submarinos comissionados ou operados pela Marinha Nacional da França.
 Marinha da França (bandeira adotada em 1794 e usada até o presente.)

## Primeira Guerra Mundial

### Classe Brumaire
- Brumaire (Q60)
- Frimarie (Q62)
- Nivose (Q63)
- Foucault (Q70)
- Euler (Q71)
- Franklin (Q72)
- Faraday (Q78)
- Volta (Q79)
- Newton (Q80)
- Montgolfier (Q81)
- Bernouilli (Q83)
- Joule (Q84)
- Coulomb (Q85)
- Arago (Q86)
- Curie (Q87) - submarino capturado pela Áustria-Hungria e rebatizado em 1915 como SM U-14
- Le Verrier (Q88)

### Classe Émeraude
- Émeraude (Q41)
- Opale (Q42)
- Rubis (Q43)
- Saphir (Q44)
- Topase (Q45)
- Turquoise (Q46)

### Outros
- Dupuy de Lôme (Q105)

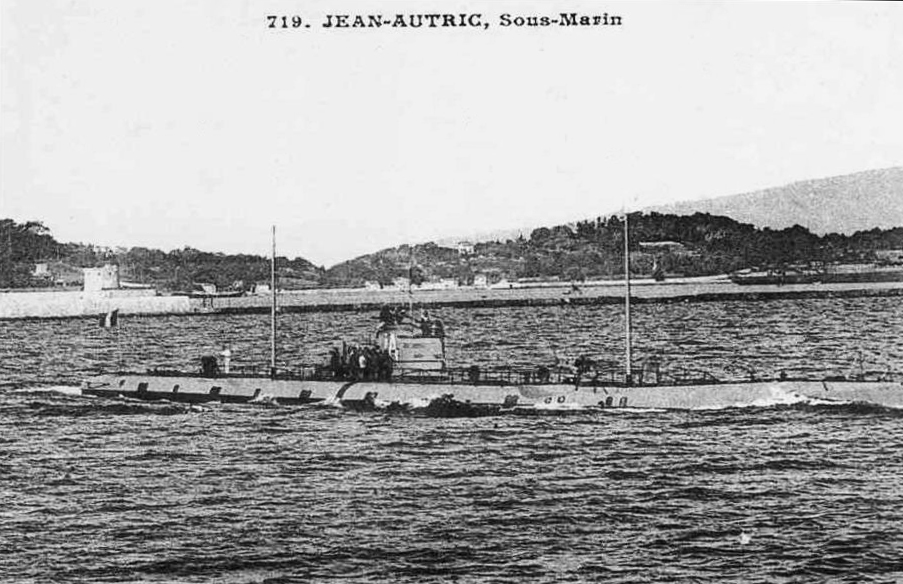
Submarino Jean-Autric ex-SM U-105.

- Roland Marillot - antigo submarino alemão SM UB-26
- Xifias (1911) - submarino grego confiscado pela França
- Jean-Autric - ex-submarino alemão SM U-105 (na imagem).

## Segunda Guerra Mundial

### Classe Aurore
- Aurore (Q192)
- Créole (Q193)
- Bayadère (Q194)
- Favorite (Q195)
- Africaine (Q196)
- Astrée (Q200)
- Andromède (Q201)
- Antigone (Q202)
- Andromaque (Q203)
- Artémis (Q206)
- Armide (Q207)
- Hermione (Q211)
- Gorgone (Q212)
- Clorinde (Q213)
- Cornélie (Q214)

### Classe Circé
- Circé
- Calypso
- Thetis
- Doris (Q135)

### Classe Redoutable (1931)

#### Primeiras séries
- Redoutable (Q136)
- Vengeur (Q137)
- Archimède (Q142)
- Fresnel (Q143)
- Henri Poincaré (Q140)
- Monge (Q144)
- Pascal (Q138)
- Pasteur (Q139)
- Poncelet (Q141)
- Achille (Q147)
- Ajax (Q148)
- Actéon (Q149)
- Achéron (Q150)
- Argo (Q151)
- Protée (Q155)
- Pégase (Q156)
- Persée (Q154)
- Phénix (Q157)
- Prométhée (Q153))

#### Segundas séries
- L'Espoir (Q167)
- Le Glorieux (Q168)
- Le Centaure (Q169)
- Le Héros (Q170)
- Le Conquérant (Q171)
- Le Tonnant (Q172)

#### Terceiras séries
- Agosta (Q178)
- Sfax (Q182)
- Casabianca (Q183)
- Bévéziers (Q179)
- Ouessant (Q140)
- Sisi Ferruch (Q181)

## Projetos futuros
- Scorpène
- Andrasta
- Barracuda